# 산술의 기본 정리
산술의 기본 정리(算術의基本定理, 영어: fundamental theorem of arithmetic)는 모든 양의 정수는 유일한 소인수 분해를 갖는다는 정리이다.

## 정의
소수의 집합을 {\displaystyle \mathbb {P} \subset \mathbb {Z} ^{+}}라고 하자. 산술의 기본 정리에 따르면, 임의의 양의 정수 {\displaystyle n\in \mathbb {Z} ^{+}}에 대하여, 곱하여 {\displaystyle n}이 되는 소수의 유한 중복집합이 유일하게 존재한다. 즉, 다음 성질을 만족시키는 {\displaystyle p_{1},\dots ,p_{k}\subset \mathbb {P} } 및 {\displaystyle r_{1},\dots ,r_{k}\in \mathbb {Z} ^{+}}가 존재하며, 이는 {\displaystyle i=1,\dots ,k}의 순열을 무시하면 유일하다.
{\displaystyle n=p_{1}^{r_{1}}p_{2}^{r_{2}}\cdots p_{k}^{r_{k}}}
만약 {\displaystyle n=1}인 경우, {\displaystyle k=0}이며, 이 소수 중복집합은 공집합이 된다.
추상대수학의 용어를 사용하면, 이는 정수의 환 {\displaystyle \mathbb {Z} }가 유일 인수 분해 정역이라는 명제와 동치이다.

## 증명
이 정리의 증명은 다음과 같은 두 단계로 나뉜다.

### 1 단계
첫 번째로 1보다 큰 양의 정수가 소수의 곱으로 표현할 수 있음을 증명한다. 1보다 큰 양의 정수 {\displaystyle n}의 두 번째로 작은 약수는 반드시 소수여야 한다.(첫 번째로 작은 약수는 1이다.) 만약 {\displaystyle m}이 두 번째로 작은 약수이고, 소수가 아니라고 한다면 (즉 합성수라면), 합성수의 정의에 의해서  {\displaystyle 1<l<m}이면서 {\displaystyle m}을 나누는 양의 정수 {\displaystyle l}이 존재하게 되고, 따라서 {\displaystyle l}은 {\displaystyle n}도 나눌 수 있기 때문에, {\displaystyle m}이 두 번째로 작은 약수라는 가정에 모순이 생긴다. 따라서 {\displaystyle n}은 반드시 소수인 약수를 갖게 되며 이를 다음과 같이 표현할 수 있다.
{\displaystyle n=p_{1}n_{1}}
만약,{\displaystyle n_{1}}이 소수라면, 증명은 여기서 종료된다. 하지만, {\displaystyle n_{1}}가 소수가 아니라면, 
{\displaystyle n_{1}} 역시 1을 제외한 약수 중에 가장 작은 약수를 소수로 갖기 때문에 다음과 같이 표현할 수 있다.
{\displaystyle n=p_{1}p_{2}n_{2}}
이를 소수만 남을 때까지 반복할 수 있기 때문에, 따라서, 1보다 큰 모든 양의 정수는, 소수의 곱으로 표현 가능하다.

### 2 단계
두 번째로, 그렇게 표현한 소수의 곱이 (각 인수들의 자리바꿈을 제외한다면) 유일함을 귀류법으로 증명한다. 
만약, 소수의 곱이 유일하지 않은 1보다 큰 양의 정수가 있다고 가정해 보자. 그 수 중에서 제일 작은 수를 n 이라고 한다면,
{\displaystyle n=p_{1}p_{2}p_{3}...p_{k}=q_{1}q_{2}q_{3}...q_{l},} ({\displaystyle p_{1}\leq p_{2}\leq p_{3}\leq ...\leq p_{k},q_{1}\leq q_{2}\leq q_{3}\leq ...\leq q_{l}} 이고, {\displaystyle p_{i}} 와 {\displaystyle q_{j}}는 소수, 그리고 {\displaystyle p_{i}\neq q_{j}})
({\displaystyle p_{i}=q_{j}}이면, {\displaystyle n'={\frac {n}{p_{i}}}={\frac {n}{q_{j}}}<n} 인 {\displaystyle n'} 을 얻을 수 있는데 이는 소수의 곱이 유일하지 않은 1 보다 큰 정수 중 가장 작은 수가 n이라는 가정과 모순된다.)
한편 {\displaystyle p_{1}^{2}\leq n,q_{1}^{2}\leq n}이고 {\displaystyle p_{1}^{2}}과 {\displaystyle q_{1}^{2}}은 동시에 {\displaystyle n}이 될 수 없으므로, {\displaystyle 0<p_{1}q_{1}<n}
{\displaystyle N=n-p_{1}q_{1}} 이라고 한다면, {\displaystyle 0<N<n} 이고,  또한 {\displaystyle p_{1}|N}, {\displaystyle q_{1}|N} 이기 때문에, {\displaystyle N}의 유일한 소인수분해의 표현에는 {\displaystyle p_{1}}과 {\displaystyle q_{1}}가 동시에 존재하여야 한다.
따라서, {\displaystyle p_{1}q_{1}|N}이므로 {\displaystyle N=p_{1}q_{1}S} ({\displaystyle S}는 양의정수)
{\displaystyle n=N+p_{1}q_{1}=p_{1}q_{1}(S+1)}
양변을 {\displaystyle p_{1}}으로 나누면
{\displaystyle {\frac {n}{p_{1}}}=q_{1}(S+1)}
{\displaystyle p_{2}p_{3}p_{4}...p_{k}=q_{1}(S+1)}, 즉 {\displaystyle q_{1}|p_{2}p_{3}p_{4}...p_{k}}
그러나 {\displaystyle {\frac {n}{p_{1}}}}는 {\displaystyle n} 보다 작기 때문에 소인수분해가 유일하고, {\displaystyle q_{1}\neq p_{i}}이면서, 동시에 {\displaystyle q_{1}}은 소수이므로, 소수의 곱이 유일하지 않는 양의 정수가 있다는 가정은 모순이다.

## 같이 보기
- 대수학의 기본 정리
- 리만 제타 함수
- 오일러의 곱셈 공식
- 유일 인수 분해 정역
- 제곱수